# React (album Erick Sermon)
| Recensione | Giudizio |
| ---------- | -------- |
| AllMusic   | [ 1 ]    |
| RapReviews | [ 2 ]    |

React è il quinto album del rapper statunitense Erick Sermon, pubblicato nel 2002 da J Records e Def Squad.

## Tracce
1. Intro – 0:40 (Erick Sermon) – Erick Sermon
2. Here I Iz – 2:01 (Sermon) – Erick Sermon
3. We Don't Care (featuring Free) – 3:40 (Sermon, J. Smith)
4. Party Right – 3:00 (Sermon) – Erick Sermon
5. React (featuring Redman) – 3:38 (R. Noble, Sermon, Smith) – Just Blaze
6. Skit I – 0:57 (Sermon) – Erick Sermon
7. To tha Girlz – 3:33 (Sermon, D. Wesley) – Megahertz
8. Love Iz (featuring Gregory Howard) – 3:46 (A. Green, D. Michaels, Sermon, J. Simmons) – Erick Sermon
9. Go Wit Me – 4:16 (A. Ramseur, Sermon) – Andre Ramseur, Erick Sermon
10. Skit II – 1:23 (E. Sermon) – Erick Sermon
11. Hold Up Dub (featuring Keith Murray) – 3:12 (M. Diamond, A. Horovitz, K. Murray, C. Ridenhour, G. Rinaldo, R. Rubin, Sermon, H. Shocklee, R. Thomas, A. Yauch) – Rick Rock
12. Tell Me (featuring MC Lyte & Rah Digga) – 3:03 (R. McNair, L. Moorer, Sermon) – Erick Sermon
13. Skit III – 1:01 (E. Sermon) – Erick Sermon
14. S.O.D. (featuring Icarus, Red Cafe & Sy Scott) – 4:11 (J. Denny, N. Phillips, S. Scott, Sermon) – Kaos, Erick Sermon
15. Hip Hop Radio – 3:38 (A. O'Day, Sermon) – Erick Sermon
16. Skit IV (Khari) (featuring Khari) – 0:53 (Sermon) – Erick Sermon
17. Don't Give Up (featuring Lyric) – 3:38 (J. Rae, Sermon) – Erick Sermon

## Classifiche settimanali
| Classifica (2002)         | Posizione raggiunta |
| ------------------------- | ------------------- |
| Stati Uniti               | 72                  |
| US Top R&B/Hip-Hop Albums | 13                  |